# 希臘尖條鰍
希臘尖條鰍（學名：Oxynoemacheilus pindus），為輻鰭魚綱鯉形目條鰍科尖條鰍屬的其中一種。被IUCN列為易危保育類動物，分布於歐洲希臘及阿爾巴尼亞淡水流域，體長可達7.5公分，棲息在水質清澈、沙石底質的河川底層水域，生活習性不明。

## 扩展阅读
維基物種上的相關：希臘尖條鰍